# Aris Salònica BC
L'Aris de Salònica BC, també conegut com a Aris Thessaloniki BC, és la secció de bàsquet de la societat poliesportiva Aris Tessalònica. Fundat el 1922, és el club de bàsquet més antic de Tessalònica, anterior al PAOK. És el tercer club de bàsquet de Grècia en nombre de títols, després del Panathinaikos BC i el Olympiacos B.C.
Els millors anys del club foren els ayns 1980, quan van guanyar 6 lligues i quatre copes gregues, i els anys 1990, quan no sòls van triomfar en el bàsquet grec, sinó que també van conquistar una Recopa d'Europa (1993) i una Copa Korac (1997). Disputa els seus partits en el pavelló Nikos Galis Hall, que es troba dins del complex esportiu Alexandreio Melathron, amb una capacitat per a 5.138 espectadors.

## Palmarés
- Recopa d'Europa de bàsquet
  - Campions (1): 1992–93
- Copa Korac
  - Campions (1): 1996–97
- Copa ULEB
  - Finalistes (1): 2005–06
- FIBA Champions Cup
  - Campions (1): 2002–03
- Lligues gregues
  - Campions (10): 1929–30, 1978–79, 1982–83, 1984–85, 1985–86, 1986–87, 1987–88, 1988–89, 1989–90, 1990–91
  - Finalistes (8): 1928–29, 1957–58, 1958–59, 1964–65, 1965–66, 1975–76, 1981–82, 1983–84
- Copes gregues
  - Campions (8): 1984–85, 1986–87, 1987–88, 1988–89, 1989–90, 1991–92, 1997–98, 2003–04
  - Finalistes (6): 1983–84, 1992–93, 2002–03, 2004–05, 2013–14, 2016–17
- Supercopa grega
  - Campions (1): 1986

## Jugadors històrics

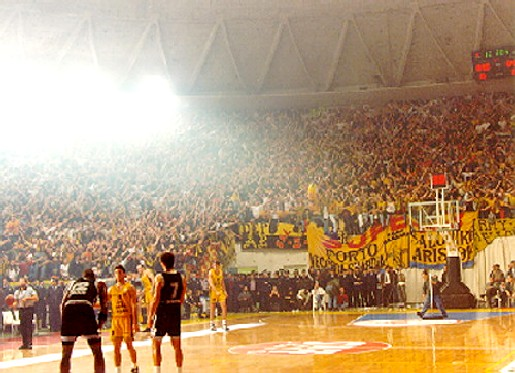
Partit de l'Aris Salònica.

- Nikos Galis (campió d'Europa amb la selecció grega el 1987 com a jugador)
- Panagiotis Giannakis (2 vegades campió d'Europa amb la selecció grega: el 1987 com a jugador i el 2005 com a entrenador)
- Giannis Ioannidis
- Nikos Filippou
- Giorgos Sigalas
- Stojan Vranković
- Žarko Paspalj